# Junkers D.I

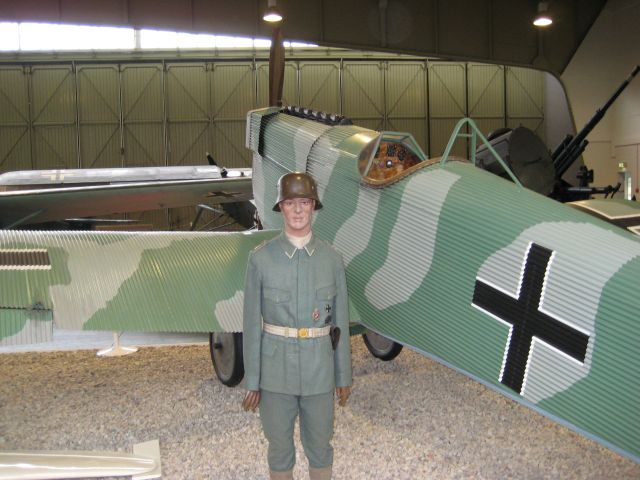
Vista posteriore dello Junkers D.I (J9).

Lo Junkers D.I fu un aereo da caccia monoplano ad ala bassa sviluppato dall'azienda aeronautica tedesco imperiale Junkers-Fokker Werke AG (JFA) nei tardi anni dieci del XX secolo.
Impiegato dai reparti aerei dalla Kaiserliche Marine, la marina militare tedesco imperiale, entrò in servizio nel 1918 operando nelle fasi finali della prima guerra mondiale fino al termine del conflitto. Il modello si ricorda per essere stato il primo caccia di costruzione interamente metallica ad entrare in servizio operativo.

## Storia del progetto
Il prototipo era una iniziativa privata della Junkers designato come J 7 e fece il primo volo il 17 settembre 1917. Venne mostrato all'Idflieg all'inizio dell'anno seguente e rivelò abbastanza prestazioni per ricevere un ordine per tre aerei supplementari per le prove. Tuttavia, le modifiche apportate da Junkers furono abbastanza significative al punto di ridisegnare i successivi esemplari come J 9.
Durante le prove il J 9 dimostrò di mancare della maneggevolezza necessaria per un caccia di prima linea, ma venne giudicato adeguato come caccia della marina e quindi ne venne ordinato un lotto di 12. Questi velivoli furono forniti ad un'unità navale della marina imperiale nel settembre 1918, in seguito la stessa unità fu riassegnata al fronte orientale dopo l'armistizio.
Uno sopravvive nel Musée de l'Air et de l'Espace vicino a Parigi.

## Utilizzatori
Germania
- Kaiserliche Marine

### Pubblicazioni
- (EN) Peter M. Grosz, Gerard Terry, The Way to the World's First All-Metal Fighter, in Air Enthusiast, N. 25, agosto - novembre 1984, ISSN 0143-5450 (WC · ACNP).